# L.A. Guns (álbum)
L.A. Guns es el álbum debut de la banda estadounidense de glam metal L.A. Guns, publicado el 4 de enero de 1988 por el sello Vertigo Records. Fue grabado en The Village Recorder de Los Ángeles bajo la producción de Jim Faraci.
El disco presenta un estilo característico del Glam Metal de finales de los años 80, con una combinación de canciones rápidas y baladas oscuras. El álbum fue bien recibido por la crítica y es considerado una pieza importante del género. Alcanzó el puesto número 50 en la lista Billboard 200 y fue certificado disco de oro por la RIAA en 1993.

## Lista de canciones
Todas las canciones escritas por L.A. Guns, excepto donde se indique.
1. "No Mercy" – 2:45
2. "Sex Action" – 3:38
3. "One More Reason" – 3:05
4. "Electric Gypsy" – 3:24
5. "Nothing to Lose" – 4:12
6. "Bitch Is Back" – 2:50
7. "Cry No More" (instrumental) – 1:20
8. "One Way Ticket" – 4:17
9. "Hollywood Tease" – 2:43
10. "Shoot for Thrills" – 4:24
11. "Down in the City" – 3:58

### Bonus tracks en reediciones
- "Winter's Fool" – 3:38[1]
- == Personal ==

### Personal
- Phil Lewis – voz principal
- Tracii Guns – guitarra líder
- Mick Cripps – guitarra rítmica, teclados, coros
- Kelly Nickels – bajo, armónica, silbato, coros
- Nickey "Beat" Alexander – batería (pistas 1–11)
- Steve Riley – batería (pista 12)

### Producción
- Jim Faraci – producción, ingeniería
- Charlie Brocco – ingeniería
- Howard Benson – arreglos de cuerdas (pistas 7 y 8)
- Alan Jones – saxofón tenor y barítono (pista 5)
- Paul Kaufman – washboard (pista 11)

### Arte
- Michael Bays – dirección de arte
- Mitchell Kanner – diseño
- John Scarpati – fotografía